# Fijne spikkelbladroller
De fijne spikkelbladroller (Cnephasia asseclana) is een vlinder uit de familie bladrollers (Tortricidae). De wetenschappelijke naam is voor het eerst geldig gepubliceerd in 1775 door Denis & Schiffermüller.
De soort komt voor in Europa.